# Susanne Kriemann
Susanne Kriemann (* 1972 in Erlangen) ist eine deutsche Künstlerin, Fotografin und Professorin für künstlerische Fotografie an der Staatlichen Hochschule für Gestaltung Karlsruhe.

## Leben und Werk
Susanne Kriemann graduierte 1997 an der Staatlichen Akademie der Bildenden Künste Stuttgart bei Joseph Kosuth und Joan Jonas und nahm 2000 am „programme de recherche“ an der Ecole Nationale Supérieure des Beaux Arts in Paris teil.
Susanne Kriemann verfolgt einen recherche-basierten Ansatz und untersucht Fotografie als Medium innerhalb sozialgeschichtlicher Kontexte und archivarischer Praxis: Der Umgang mit Archiv- und Funddokumenten, insbesondere solchen, die ungenutzt oder in Vergessenheit geraten sind, ist ein zentraler Aspekt ihrer Arbeit und dient häufig als Ausgangspunkt für ihre eigenen Bilder. Durch formale oder thematische Analogien entstehen vielfältige Bezüge, die die Entstehungsumstände der historischen Bilder, ihre Bewahrung sowie ihren Bezug zur Gegenwart thematisieren – und immer auch das eigene Medium Fotografie in den Blick nehmen.
Mit einem erweiterten Begriff des Dokumentarischen reflektiert Kriemann die Welt als analoges „Aufzeichnungssystem“ für von Menschen verursachte Prozesse. Dies hat zu einer Beschäftigung mit Radioaktivität und Bergbau, Archäologie und dem Begriff der slow violence geführt. Der Fokus auf ökologische Fragestellungen zieht sich wie ein roter Faden durch ihre Arbeiten. Dabei ist ihr Verständnis von Landschaft von der Wahrnehmung kontaminierter Gebiete als photosensitive Flächen geprägt. Eine Besonderheit von Kriemanns Herangehensweise ist die Gewinnung von Pigmenten aus der untersuchten Materie und die Verwendung dieser Pigmente für die Herstellung ihrer Bilder.
Kriemanns Arbeiten wurden international ausgestellt, unter anderem im Wattis Institute for Contemporary Arts, San Francisco, in der Kunsthalle Wien, im Stedelijk Museum, Amsterdam und in der Kunsthalle Winterthur. Ihre Arbeiten wurden in Einzelausstellungen u.a im Kunstverein Braunschweig, im Museum für Kunst und Gewerbe, Hamburg und im Salonul de projecte in Bukarest gezeigt. Kriemanns Arbeiten waren auf der 3. Chennai Photo Biennale, der 4. Kyiv Biennale, der 11. Shanghai Biennale, der 10. Göteborg Biennale und der 5. Berlin Biennale vertreten. Darüber hinaus hat sie an verschiedenen Artist-in-Residence-Programmen teilgenommen, unter anderem in Moskau, Stockholm, Kairo, Wien und 2019 am NTU Centre for Contemporary Art, Singapur / Goethe-Institut, Colombo. Publikationen spielen eine wichtige Rolle in ihrer Praxis; seit 1998 hat sie siebzehn Künstlerbücher herausgegeben.
Seit 2017 ist Susanne Kriemann Professorin für künstlerische Fotografie an der Staatlichen Hochschule für Gestaltung Karlsruhe. Von 2013 bis 2017 war sie Advisor bei der Van Eyck Akademie, Maastricht. Gemeinsam mit Aleksander Komarov gründete sie 2009 das Residenzprogramm AIR Berlin Alexanderplatz. Kriemann lebt und arbeitet in Berlin und Karlsruhe.

## Werke und Werkzyklen (Auswahl)
- Forest, frst, t like teamwork (2020–21) beschäftigt sich am Beispiel rumänischer Primärwälder mit dem Phänomen der europaweiten Entwaldung. Die Arbeit entstand in Auseinandersetzung mit dem Mihai Oroveanu Archiv und schärft das Bewusstsein für die Wechselbeziehung zwischen dem Konsum von fast furniture und der fortschreitenden Abholzung.[7]
- Dachziegel, Backstein, Wasserrohr (gewidmet der Roten Waldameise, Strunkameise, Kerbameise) (2020–21) knüpft aus einer vom Klimawandel geprägten Perspektive an die Erinnerungskultur und die Aufarbeitung des Nationalsozialismus an. In Verbindung der Perspektiven von Ameise, Künstlerin und Ort, trägt das Werk zu einem differenzierten Verständnis von verwobenen Geschichten und Zukünften am Beispiel der Gedenkstätte Ravensbrück in Brandenburg bei.[8]
- Mngrv (polymersday & nylonsnoon) (seit 2020) untersucht, wie in Zeiten des Klimawandels und der Umweltverschmutzung die Grenzen zwischen Natur und Kultur, Pflanze und Plastik, zunehmend verschwimmen: Südostasiatische Mangrovenhabitate – ihre dem Rhythmus der Gezeiten ausgesetzten rhizomatischen Wurzeln, verstrickt mit Fischnetzen und Plastikmüll – werden abgebildet und mit Pigmenten überdruckt, die aus vor Ort gesammelten Rohölresten gewonnen wurden. In der Verflechtung von Meer, Pflanze und Plastik identifiziert Kriemann eine neue Lebensform – Mngrv –, und schlägt deren Aufnahme in die botanischen Wissenschaften vor.[9]
- Pechblende (seit 2016) ist ein Werkzyklus, der sich mit der wortwörtlichen und politischen Unsichtbarkeit von Radioaktivität beschäftigt. In der Zusammenstellung von Archivmaterial, Fotodokumenten, Literatur und gefundenen Objekten untersucht Pechblende Konzepte von Maßstab, Nähe und Distanz in Bezug auf Radioaktivität und den Körper. Pechblende (Prologue) verwendet analoge fotografische Methoden, einschließlich Autoradiografien, und kombiniert diese mit Archivmaterial.[10] Pechblende (Kapitel 1) versammelt eine Reihe von Museumsobjekten, darunter Werkzeuge und Kleidung, die auf die toxische Geschichte des Uranbergbaus und seine Auswirkungen auf die Körper der Minenarbeiter verweisen.[11]
- Pechblende (Volume) ist eine Fortsetzung von Kriemanns Untersuchungen, die auf Feldforschung in den ehemaligen Uranabbaugebieten Gessenwiese und Kanigsberg (Teil der ehemaligen SDAG Wismut) basieren. Vor Ort gesammelte Pflanzen werden zur Grundlage für fotografische Prozesse und die Pigmentherstellung. Falsche Kamille, Wilde Möhre, Bitterkraut (2016–17) zeigt eine Serie von Fotogrammen (Zyklus 1) und Heliogravuren (Zyklus 2), die auf diesen drei Pflanzen basieren, die am besten geeignet sind, Umweltschadstoffe zu extrahieren und zu speichern. Canopy, Canopy (2018) setzt sich aus mehreren miteinander verbundenen Elementen zusammen – gefärbte und gewebte Stücke aus Rohseide, Solarlichtpaneele, Archivboxen mit gesammelten Objekten – und eröffnet dabei ein konzeptionelles System von fotografischen Prozessen.
- Duskdust (2016) ist ein Künstlerbuch und eine Serie von Monografien, deren Ausgangspunkt eine ehemalige Kalksteinabbaustätte auf der Halbinsel Furilden an der Nordostküste von Gotland, Schweden, darstellt. Die Arbeit ist von der anhaltenden Beschäftigung Kriemanns mit Fotografie, Arbeit und Archäologie geprägt.
- Ruda (2015) wurde für die Moskau Biennale 2015 entwickelt. Der aus Mohair gewebter Wandteppich verbindet fragmentierte Bilder aus dem frühen 20. Jahrhundert als Projektion auf die bergige Landschaft von Magnitogorsk, einer Stadt, die von der Eisen- und Stahlindustrie und einem ehemals unbändigen Enthusiasmus für den Fortschritt geprägt ist.
- RAY (2013–14) untersucht einen radioaktiven Gesteinsbrocken, der in den späten 1800er Jahren in der Barringer Hill Mine in Llano, Texas, entdeckt wurde. Kriemann konzentriert sich in dieser Arbeit auf die materiellen und mystischen Grenzen des Wissens und Sehens und darauf, wie eine Erzählung durch archäologische Schichten wandert, ohne jemals ihre Quelle zu finden.
- Het Licht (2011–12) beschäftigt sich mit dem Verschwinden eines bestimmten Ortes: dem Art-Déco-Gebäude „Het Licht“ (Das Licht), einer ehemaligen Zeitungsdruckerei in Gent.
- 277569 (2011–12) zeigt in einer Diashow Luftaufnahmen, die Kriemann 2012 bei einem Hubschrauberflug über den Süden Berlins angefertigt hat. Der Titel bezieht sich auf die Anzahl der Luftbrückenflüge, die während der Berlin-Blockade 1948/49 durchgeführt wurden.
- A silent crazy jungle under glass (2010–14) verbindet historische Formen der Abstraktion mit Aspekten des Archivs und gegenständlicher Bildsprache. Zerbröckelnde Blumen (Yellow), verhärmte Felswände (Gestein), Stillleben und Archivmaterial (Prologue) verwischen die Grenzen zwischen Auflösung und Wiederholung.
- Ashes and broken brickwork of a logical theory (2009) setzt Material aus dem Fotoarchiv von Agatha Christie mit Kriemanns Fotografien der syrischen Wüste und archäologischen Stätten in Mesopotamien in Beziehung. Die Arbeit verfolgt die Spur der Archäologie, des Artefakts, des Bildes des Individuums bei der Arbeit und der Idee der Wüste als Symbol für den modernen Wunsch eine tabula rasa zu schaffen.
- One Time One Million (2006–2009) geht von den technischen Erfindungen des schwedischen Fotografen Victor Hasselblad und seiner Liebe zur Vogelbeobachtung aus und setzt eine Beschäftigung mit den miteinander verwobenen Geschichten von (Luft-)Fotografie, Ornithologie und Migration in Gang.

## Publikationen

### Artist Books (Auswahl)
- Susanne Kriemann, Ge(ssenwiese) K(angisberg) Library for radioactive afterlife, Spector Books, Leipzig 2020, ISBN 978-3-95905-336-5.
- Susanne Kriemann, P(ech) B(lende) Library for radioactive afterlife, Spector Books, Leipzig 2016, ISBN 978-3-95905-099-9.
- Susanne Kriemann, Duskdust, Sternberg Press, Berlin / New York 2016, ISBN 978-3-95679-236-6.
- Susanne Kriemann, RAY, Roma publications, Amsterdam 2014, ISBN 978-94-91843-19-8.
- Susanne Kriemann, ONE DAY, Witte de With Publishers, Rotterdam 2010, ISBN 978-90-73362-95-6.
- Susanne Kriemann, Ashes and Broken Brickwork of a Logical Theory, Roma Publications, Amsterdam 2010, ISBN 978-90-77459-44-7.
- Susanne Kriemann, One Time One Million, Roma Publications, Amsterdam 2009, ISBN 978-90-77459-35-5.
- Susanne Kriemann, ONE BOOK (unique artist book), Museum of Book Art Lodz 2009/15.[12]
- Susanne Kriemann, 12650, A Prior / 5th Berlin Biennale, Bruxelles / Berlin 2008.
- Susanne Kriemann, Not Quite Replica, Rotterdam 2006, ISBN 90-810795-1-4.

### Weitere Publikationen / Kataloge
- Susanne Kriemann, Judith Milz, Friederike Schäfer, Klaus Nippert, Elke Leinenweber (Eds.), 10% – Concerning the Image Archive of a Nuclear Research Center, Spector Books, Leipzig 2021, ISBN 978-3-95905-476-8.[13]
- Aleksander Komarov & Susanne Kriemann (Eds.), Funken zu Flammen: 10 + 1 years ABA artists research, Spector Books, Leipzig 2021, ISBN 978-3-95905-547-5.
- Cécile Kobel, Judith Milz (Hrsg.): Im Keller. Sonderausgabe der Munitionsfabrik, Karlsruhe 2019 mit Beiträgen von Markus Grob, Matthias Bruhn, Daniel Hornuff, Susanne Kriemann, Stephan Krass, Johan Frederik Hartle
- Eva Wilson & Susanne Kriemann, Exclusion Zones, Supplement 2, Fillip, Vancouver 2017, ISBN 978-1-927354-29-2.
- Berlinische Galerie, Hilke Wagner, Axel Wieder (Eds), Susanne Kriemann, Sternberg Press, Berlin 2013, ISBN 978-3-943365-69-6.[14]
- Hans Dickel, Lisa Puyplat (Eds), Reading Susanne Kriemann, Sternberg Press, Berlin, 2011, ISBN 978-1-934105-49-8.
- Kunstverein Braunschweig, Thomas Köhler (et al.), Susanne Kriemann, Kerber Verlag, Bielefeld, 2010, ISBN 978-3-86678-466-6.

### Ausgewählte Artikel
- Siobhan Angus; Atomic Ecology. October 2022; (179): 110–131.[15]
- Ruby de Vos & Susanne Kriemann; The Plasticity of Time, „MNGRV“. Kunstlicht 2021 (42); (69–77).[16]
- Kyveli Mavrokordopoulou; Of Time and Contaminated Flowers: On the Work of Susanne Kriemann and Anaïs Tondeur. Esse 2021(99); (32–39).[17]
- Eva Wilson, Exclusion Zones, Fillip, Vancouver 2017.
- Wendy Tronrud; Susanne Kriemann: Möglichkeiten, Steine zu betrachten. Camera Austria International 2013; (124): 9–20.[18]
- Jennifer Allen; Picture Imperfect. Searching in the archives, Susanne Kriemann finds a new life for photography. Frieze 2011: (1)[19]

## Ausstellungen

### Einzelausstellungen (Auswahl)
- 2021: Forest, Frst, t like teamwork, Salonul de projecte, Bucharest, RO.
- 2020/21: Fotografien Neu Ordnen: Gestrüpp, Museum für Kunst & Gewerbe, Hamburg, DE.
- 2020: Mngrv, Block C, Groningen, NL.
- 2018: Canopy Canopy, CCA Wattis Institute for Contemporary Art, San Francisco, USA.
- 2017: Dyeing untill the water runs clean, Kunstforum Baloise, Basel, CH; Gessenwiese, Kanigsberg, Wilfried Lentz, Rotterdam, NL.
- 2016: Pechblende (Chapter 1), Schering Foundation, Berlin, DE; Pechblende (Prologue), Prefix ICA, Toronto, CA; Duskdust, RaebervonStenglin, Zürich, CH.
- 2013: Modelling (Construction School), Arnolfini, Bristol, UK; Het Licht, RaebervonStenglin, Zürich, CH; RAY, 21er Haus / 21er Raum, Wien, AT.
- 2012: Everything was soulful and all souls were one, Wilfried Lentz, Rotterdam, NL; Het Licht, KASK, De Zwarte Zaal Gent, BE; Cold Time, Kunstverein Braunschweig, DE.
- 2011: A Silent Crazy Jungle Under Glass, Kunsthalle Winterthur, Winterthur, CH.
- 2010: Ashes and broken brickwork of a logical theory, RaebervonStenglin, Zürich, CH; Berlinische Galerie, Berlin, DE; KIOSK, Gent, BE.
- 2009: One Time One Million (Migratory Birds Romantic Capitalism), Stedelijk Museum Bureau, Amsterdam, NL.
- 2007: The originality of the avant-garde and other modernist myths, Projectstudio, Berlin, DE.
- 2004: TCM – The Quiet American, Städtische Galerie Erlangen, Erlangen, DE.

### Gruppenausstellungen (2018–2022, Auswahl)
- 2022: Mining Photography, MK&G, Hamburg, DE; Takeover, Gropius Bau, Berlin, DE
- 2021: Beuys Open Source, Belmacz Gallery, London, UK; Maps of Disquiet, 3rd Chennai Photo Biennale, IN; Allied, Kyiv Biennial, UA; Mind Bombs, Kunsthalle Mannheim, DE; Ocean, Bergen Konsthal, NO; Inventing Nature, Pflanzen in der Kunst, Staatliche Kunsthalle Karlsruhe, DE; The Ghost Ship and the Sea Change, 11th Gothenburg International Biennale for Contemporary Art, SE; Dinge, die wir voneinander ahnen, Badischer Kunstverein, Karlsruhe, DE
- 2020: Fragile Times / Zerbrechliche Zeiten, Galerie im Körnerpark, Berlin, DE; Plural Fertilities, Kunstfort Vijfhuizen, NL; Krakow Photomonth, Krakow, PL; Rote Waldameise (ehemalige Unterführerhäuser Ravensbrück), Stiftung Brandenburgische Gedenkstätten, DE; The Prenumbral Age, Museum of Modern Art Warsaw, PL; (Un)endliche Ressourcen, Städtische Galerie Karlsruhe, DE.
- 2019: Vom Leben in Industrielandschaften, Leopold-Hösch Museum, Düren, DE; Flight Interrupted: Eco-leaks from the Invasion Desk, Karachi Biennale, PK; Spiral Time, Röda Sten Konsthall, 10th Gothenburg International Biennale for Contemporary Art, SE; Licht, Luft, Scheiße, nGbK and Botanical Garden, Berlin, DE; Remembering Landscape, De Maarkten, Brüssel, BE;
- 2018: Pochen, Multimedia Biennale, Chemnitz, DE; Remembering Landscape, MNAC, Bucharest, RO; Zerrissene Gesellschaft. Ereignisse von langer Dauer, Centre de la photographie Genève, CH; Elymus Repens – A proposal by Lucile Bouvard, Bar Babette, Berlin, DE; All our secrets, Centre for Contemporary Arts Celje, SI; Zerissene Gesellschaft, F-Stop Festival für Fotografie, Leipzig, DE; Landschaft, die sich erinnert, Museum für Gegenwartskunst Siegen, DE; This Rare Earth – Stories from Below, STUK, Artefact Festival, Leuven, BE.

## Stipendien
- 2024: Stipendium Künstler:innenprogramm Artist in Residence Siegen (Universität Siegen und Museum für Gegenwartskunst Siegen)[20]
- 2015: Arbeits- und Recherchestipendium Bildende Kunst des Berliner Senats 2015[21]
- 2012: Arbeitsstipendium Bildende Kunst des Berliner Senats 2012[21]
- 2010: GASAG Kunstpreis ’10, Berlin
- 2009: Preis der Kunststiftung Erlangen